# Список послов Италии в Российской империи, СССР и Российской Федерации
Список послов Италии в Российской империи, СССР и Российской Федерации

## Российская империя
1. Франческо Мария Саули (итал. Francesco Sauli; (1807—1893)[1] — c 25 сентября 1856 года.
2. Филиппо Ольдоини[2] (итал. Filippo Oldoini) — с 29 июля 1862 года
3. Маркиз Джоаккино Наполеоне Пеполи[1] (итал. Gioacchino Napoleone Pepoli) — с 12 февраля 1863 года
4. Эдоардо де Лоне[1] (итал. Edoardo de Launay) — с 13 ноября 1864 года
5. Камилло Караччоло ди Белла[1] (итал. Camillo Caracciolo di Bella) — с 6 июня 1867 года
6. Раффаэле Улиссе Барболани[1] (итал. Raffaele Ulisse Barbolani) — с 14 января 1870 года
7. Костантино Нигра[3] (итал. Costantino Nigra) — с 18 июня 1876 года
8. Граф Джузеппе Греппи[3] (итал. Giuseppe Greppi) — с 6 декабря 1883 года
9. Маурицио Мароккетти[3] (итал. Maurizio Marocchetti) — с 18 декабря 1887 года
10. Франческо Куртопасси[3] (итал. Francesco Curtopassi) — с 10 февраля 1895 года
11. Джулио Сильвестрелли[2] (итал. Giulio Silvestrelli) — с 9 мая 1895 года
12. Карло Альберто Фердинандо Маффеи ди Больо[3] (итал. Carlo Alberto Ferdinando Maffei Di Boglio) — 23 октября 1895 года
13. Роберто Морра ди Лавриано э делла Монта[3] (итал. Roberto Morra di Lavriano e della Monta) — с 21 ноября 1897 года
14. Джулио Малегари[3] (итал. Giulio Malegari) — с 16 июля 1904 года
15. Андрэа Карлотти ди Рипарбелла[4] (итал. Andrea Carlotti di Riparbella) — с 13 февраля 1913 года
16. Пьетро Томази делла Торретта[5] (итал. Pietro Tomasi della Torretta) — с 17 ноября 1917 года

## Союз Советских Социалистических Республик
1. Джованни Амадори[6] (итал. Giovanni Amadori) — с 12 января 1923 года
2. Ренато Пиачентини[6] (итал. Renato Piacentini) — с 28 мая 1923 года
3. Гаэтано Патерно ди Манки ди Биличи (итал. Gaetano Paterno di Manchi di Bilici) — с 13 октября 1923 года
4. Гаэтано Манцони[4] (итал. Gaetano Manzoni) — со 2 февраля 1924 года
5. Витторио Черрути[4] (итал. Vittorio Cerruti) — с 6 февраля 1927 года
6. Бернардо Аттолико[4] (итал. Bernardo Attolico) — с 12 мая 1930 года
7. Пьетро Ароне[4] (итал. Pietro Arone) — 26 июля 1935 года
8. Аугусто Россо[4] (итал. Augusto Rosso) — с 18 июня 1936 года
9. Пьетро Куарони[4] (итал. Pietro Quaroni — с 20 июля 1945 года
10. Манлио Брозио[4] (итал. Manlio Brosio) — с 11 декабря 1946 года
11. Марио ди Стефано[4] (итал. Mario di Stefano) — с 20 декабря 1951 года
12. Лука Пьетромарки[4] (итал. Luca Pietromarchi) — с 25 июля 1958 года
13. Альберто Странео[4] (итал. Carlo Alberto Straneo) — с 5 мая 1961 года по 11 сентября 1963 года
14. Федерико Сенси[4] (итал. Federico Sensi) — с 3 декабря 1964 года по 8 августа 1968 года
15. Пьетро Винчи[4] (итал. Pietro Vinci) — с 19 марта 1973 года
16. Энрико Айо[4] (итал. Enrico Aillaud) — с 12 августа 1975 года
17. Джузеппе Вальтер Маккотта[4] (итал. Giuseppe Walter Maccotta) — с 28 апреля 1977 года
18. Джованни Мильуоло[4] (итал. Giovanni Migliuolo) — с 18 мая 1981 года
19. Серджо Романо[4] (итал. Sergio Romano) — с 20 сентября 1985 года
20. Фердинандо Саллео[4] (итал. Ferdinando Salleo) — с 15 мая 1989 года

## Российская Федерация
1. Фердинандо Саллео[4] (итал. Ferdinando Salleo) — с 10 января 1992 года
2. Федерико ди Роберто[4] (итал. Federico di Roberto) — с 12 мая 1993 года
3. Эмануэле Скаммакка дель Мурго и делл’Аньоне[4] (итал. Emanuele Scammacca del Murgo e dell'Agnone) — c 1 февраля 1996 года
4. Джанкарло Арагона[4] (итал. Giancarlo Aragona) — с 22 июня 1999 года
5. Джанфранко Факко Бонетти[4] (итал. Gianfranco Facco Bonetti) с 5 ноября 2001 года
6. Витторио Клаудио Сурдо[4] (итал. Vittorio Claudio Surdo) — с [2 апреля 2006 года
7. Антонио Дзанарди Ланди[4] (итал. Antonio Zanardi Landi) — с декабря 2010 по 2013 год
8. Чезаре Мария Рагальини[4] (итал. Cesare Maria Ragaglini) — с 2013 года по 2017 год
9. Терраччано, Паскуале — с 29 января 2018 по 1 октября 2021 года
10. Джорджо Стараче — с 1 октября 2021 по 2024 год
11. Чечилия Пиччони — с 2024 года